# Charles Giblyn
Charles Giblyn (Watertown, 6 settembre 1871 – Los Angeles, 14 marzo 1934) è stato un regista e attore statunitense.

## Biografia
Nato nello stato di New York, a Watertown, Charles Giblyn, esordì nel cinema dirigendo nel 1912 An Indian Legend, un western della Broncho Film Company con Grace Cunard e Francis Ford. Nella sua carriera, diresse 97 pellicole. Lavorò anche come attore in 25 film e ne sceneggiò 7.
Giblyn, che fu uno dei fondatori della Motion Picture Directors Association, appare anche nel film I figli del deserto di Stanlio e Ollio nel ruolo di un cantante effeminato che canta la famosa Honolulu Baby.
L'ultimo film cui prese parte come attore, This Side of Heaven, uscì in sala il 2 febbraio 1934, un mese e mezzo prima della sua morte, avvenuta a Los Angeles il 14 marzo.

## Filmografia
La filmografia secondo IMDb è completa .

### Regista
- An Indian Legend – cortometraggio (1912)
- The Vengeance of Fate – cortometraggio (1912)
- His Squaw – cortometraggio (1912)
- A Bluegrass Romance – cortometraggio (1913)
- The Sharpshooter – cortometraggio (1913)
- The Lost Dispatch – cortometraggio (1913)
- The Sinews of War – cortometraggio (1913)
- On Fortune's Wheel – cortometraggio (1913)
- A Black Conspiracy – cortometraggio
- The Way of a Mother – cortometraggio (1913)
- A Slave's Devotion – cortometraggio (1913)
- The Battle of Gettysburg, co-regia Thomas H. Ince (1913)
- From the Shadows – cortometraggio (1913)
- The Transgressor – cortometraggio (1913)
- The Seal of Silence – cortometraggio (1913)
- Old Mammy's Secret Code – cortometraggio (1913)
- The Red Mask – cortometraggio (1913)
- Banzai – cortometraggio (1913)
- The Green Shadow – cortometraggio (1913)
- The Bondsman – cortometraggio (1913)
- The Judge's Son – cortometraggio (1913)
- The Greenhorn – cortometraggio (1913)
- Exoneration – cortometraggio (1913)
- God of Chance – cortometraggio (1913)
- The Bully – cortometraggio (1913)
- The Judgment – cortometraggio (1913)
- The Sign of the Snake – cortometraggio (1913)
- The Curse – cortometraggio (1913)
- Her Father's Story – cortometraggio (1913)
- The Woman – cortometraggio (1913)
- Prince – cortometraggio (1914)
- Heart of a Woman – cortometraggio (1914)
- The Mystery Lady – cortometraggio (1914)
- Yellow Flame – cortometraggio (1914)
- The Trap – cortometraggio (1914)
- The Silent Messenger – cortometraggio (1914)
- Thieves – cortometraggio (1914)
- The Silent Witness – cortometraggio (1914)
- Heart Strings – cortometraggio (1914)
- The Voice at the Telephone (1914)
- The Brand of Cain – cortometraggio (1914)
- By the Sun's Rays – cortometraggio (1914)
- The Oubliette – cortometraggio (1914)
- The Higher Law – cortometraggio (1914)
- Monsieur Bluebeard – cortometraggio (1914)
- Ninety Black Boxes – cortometraggio (1914)
- The Foundlings of Father Time – cortometraggio (1914)
- An Example – cortometraggio (1915)
- At His Own Terms – cortometraggio (1915)
- No. 329 – cortometraggio (1915)
- The Cameo Ring – cortometraggio (1915)
- Putting One Over – cortometraggio (1915)
- A Wild Irish Rose – cortometraggio (1915)
- The Whirling Disk – cortometraggio (1915)
- The Fear Within – cortometraggio (1915)
- The Faith of Her Fathers – cortometraggio (1915)
- The Dancer – cortometraggio (1915)
- The Nightmare of a Movie Fan – cortometraggio (1915)
- In His Mind's Eye – cortometraggio (1915)
- Jane's Declaration of Independence – cortometraggio (1915)
- The People of the Pit – cortometraggio (1915)
- The Flight of a Night Bird – cortometraggio (1915)
- A Fiery Introduction – cortometraggio (1915)
- Extravagance – cortometraggio (1915)
- The Deceivers – cortometraggio (1915)
- Her Three Mothers – cortometraggio (1915)
- Peggy (1916)
- Civilization's Child (1916)
- Not My Sister (1916)
- The Sorrows of Love (1916)
- The Phantom (1916)
- A Dead Yesterday – cortometraggio (1916)
- Honor Thy Name (1916)
- The Vagabond Prince (1916)
- Somewhere in France (1916)
- The Price She Paid (1917)
- The Lesson (1917)
- Scandal  (1917)
- The Honeymoon (1917)
- The Studio Girl (1918)
- Sunshine Nan (1918)
- Let's Get a Divorce (1918)
- Peck's Bad Girl (1918)
- Just for Tonight (1918)
- A Perfect 36 (1918)
- Upstairs and Down  (1919)
- Rivoluzione in gonnella (The Spite Bride) (1919)
- Black Is White (1920)
- The Dark Mirror  (1920)
- The Tiger's Cub (1920)
- The Thief – cortometraggio (1920)
- The Mountain Woman (1921)
- Know Your Men (1921)
- Singing River (1921)
- A Woman's Woman (1922)
- The Hypocrites (1923)
- Loyal Lives (1923)
- The Leavenworth Case (1923)
- The Price of a Party (1924)
- The Adventurous Sex (1925)
- Ladies Beware (1927)

### Attore
- The Silent Messenger, regia di Charles Giblyn – cortometraggio (1914)
- Dad – cortometraggio (1915)
- The Dancer, regia di Charles Giblyn – cortometraggio (1915)
- The Nightmare of a Movie Fan, regia di Charles Giblyn – cortometraggio (1915)
- Deceivers, regia di Charles Giblyn – cortometraggio (1915)
- Her Wild Oat, regia di Marshall Neilan (1927)
- The Wright Idea, regia di Charles Hines (1928)
- Il drago rosso (The Mysterious Dr. Fu Manchu), regia di Rowland V. Lee (non accreditato) (1929)
- Woman Trap, regia di William A. Wellman (1929)
- Party Girl, regia di Victor Halperin (1930)
- Come rubai mia moglie (The Girl Said No), regia di Sam Wood (1930)
- Francesina (Alias French Gertie), regia di George Archainbaud (1930)
- Piccolo caffè (Playboy of Paris), regia di Ludwig Berger (1930)
- Solo gli scemi lavorano (Only Saps Work), regia di Cyril Gardner e Edwin H. Knopf (1930)
- The Bad Sister, regia di Hobart Henley (1931)
- The Secret Six, regia di George W. Hill (1931)
- Five and Ten, regia di Robert Z. Leonard (non accreditato) (1931)
- Maid to Order, regia di Elmer Clifton (1931)
- Prosperity, regia di Sam Wood (non accreditato) (1932)
- Afraid to Talk, regia di Edward L. Cahn (1932)
- Viva la birra (What! No Beer?), regia di Edward Sedgwick (1933)
- Sfidando la vita (Laughing at Life), regia di Ford Beebe (1933)
- Cuori in burrasca (Tugboat Annie), regia di Mervyn LeRoy (1933)
- Amiamoci (Let's Fall in Love), regia di David Burton (1933)
- I figli del deserto (Sons of the Desert), regia di William A. Seiter (1933)
- This Side of Heaven, regia di William K. Howard (1934)

### Sceneggiatore
- The Brand of Cain, regia di Charles Giblyn – cortometraggio (1914)
- The Cameo Ring, regia di Charles Giblyn – cortometraggio (1915)
- Jane's Declaration of Independence, regia di Charles Giblyn – cortometraggio (1915)
- Her Three Mothers, regia di Charles Giblyn – cortometraggio (1915)
- The Price She Paid, regia di Charles Giblyn (1917)
- Scandal, regia di Charles Giblyn (1917)
- The Lesson, regia di Charles Giblyn (1918)